# Open delle Puglie
L'Open delle Puglie è un torneo femminile di tennis che si tiene a Bari in Italia dal 2022. Fa parte della categoria WTA 125 e si gioca sulla terra rossa del Circolo Tennis Bari, durante la seconda settimana degli US Open.

## Albo d'oro

### Singolare
| Anno | Categoria | Campionessa     | Finalista        | Punteggio        |
| ---- | --------- | --------------- | ---------------- | ---------------- |
| 2022 | WTA 125   | Julia Grabher   | Nuria Brancaccio | 6–4, 6–2         |
| 2023 | WTA 125   | Tamara Zidanšek | Rebecca Šramková | 3–6, 7–5, 6–1    |
| 2024 | WTA 125   | Anca Todoni (1) | Panna Udvardy    | 6–4, 6–0         |
| 2025 | WTA 125   | Anca Todoni (2) | Anna Bondár      | 6(4)-7, 6-4, 6-4 |

### Doppio
| Anno | Categoria | Campionesse                           | Finaliste                                   | Punteggio        |
| ---- | --------- | ------------------------------------- | ------------------------------------------- | ---------------- |
| 2022 | WTA 125   | Elisabetta Cocciaretto Olga Danilović | Andrea Gámiz Eva Vedder                     | 6–2, 6–3         |
| 2023 | WTA 125   | Katarzyna Kawa Anna Sisková           | Valentini Grammatikopoulou Elixane Lechemia | 6–1, 6–2         |
| 2024 | WTA 125   | Anna Danilina Irina Chromačëva        | Angelica Moratelli Renata Zarazúa           | 6–1, 6–3         |
| 2025 | WTA 125   | Marija Kozyreva Iryna Šymanovič       | Quinn Gleason Ingrid Martins                | 3-6, 6-4, [10-7] |